# НВЧ-фільтр
Фільтрами НВЧ називають пасивні чотириполюсники, які здійснюють виділення частотних складових, розташованих в смузі пропускання цього фільтра, і придушення частотних складових, які розташовані поза цією смугою.

## Призначення
У телекомунікаційних системах фільтри НВЧ використовують для таких цілей:
- Виділення корисного сигналу на вході приймача й захисту його від завад.
- Виділення частотних каналів у багатоканальних системах передачі для їх роздільного підсилення (обробки).
- Забезпечення одночасної роботи приймача та передавача на одну спільну антену.
- Обмеження спектру випромінювання передавача для виконання вимог ЕМС радіоелектронних засобів.
- Для запобіганню проникнення коливань гетеродина до антени (для забезпечення ЕМС чи радіомаскування приймача; гетеродину станцію зв'язку за випромінюванням можна виявити навіть тоді, коли вона працює тільки на приймання сигналу).
- Визначення частот засобів, які працюють, за допомогою гребінчастого фільтру, набору фільтрів чи перестроюваного фільтра.
- Широкосмугового узгодження комплексних навантажень.
- Ослаблення впливу шумів гетеродина на змішувач і подальші елементи каналу зв'язку[1].

## Класифікація
Зазначені фільтри класифікують за такими ознаками:
- За положенням смуг пропускання та затримування:

1. фільтри нижніх частот (ФНЧ);
2. верхніх частот (ФВЧ);
3. смугові фільтри (СФ);
4. режекторні фільтри (РФ).

- За шириною смуги пропускання:

1. вузькосмугові (фільтри, що мають відносну смугу пропускання (затримування) до 3 %);
2. середньосмугові (від 3 до 10 %);
3. широкосмугові (понад 10 %).

- За формою амплітудно-частотної характеристики (АЧХ) ослаблення:

1. з максимально рівною АЧХ (Фільтр Баттерворта);
2. з рівнохвильовим пульсуючим ослабленням у смузі пропускання та монотонним зростанням у смузі затримування;
3. з чебишовською АЧХ (Фільтр Чебишова);
4. з пульсуючою АЧХ у смузі пропускання та сплесками ослаблення в смузі затримування (Еліптичний фільтр).

- За принципом дії:

1. відбивні;
2. невідбивні (узгоджені).